# Diocese de Tezpur
A Diocese de Tezpur (Latim:Dioecesis Tezpurensis) é uma diocese localizada no município de Tezpur, no estado de Assão, pertencente a Arquidiocese de Guwahati na Índia. Foi fundada em 16 de janeiro de 1964 pelo Papa Paulo VI. Com uma população católica de 203.820 habitantes, sendo 2,2% da população total, possui 33 paróquias com dados de 2020.

## História
Em 16 de janeiro de 1964 o Papa Paulo VI cria a Diocese de Tezpur através dos territórios da Diocese de Dibrugarh e da Diocese de Shillong. Em 1992 a Diocese de Tezpur juntamente com a Arquidiocese de Shillong-Gauhat e a Diocese de Tura perdem território para a formação da Diocese de Guwahati. Em 2005 perde território para a formação da Diocese de Itanagar.

## Lista de bispos
A seguir uma lista de bispos desde a criação da diocese em 1964.
|                  | Nome                    | Período          | Notas                               |
| Bispos de Tezpur | Bispos de Tezpur        | Bispos de Tezpur | Bispos de Tezpur                    |
| ---------------- | ----------------------- | ---------------- | ----------------------------------- |
| 4º               | Michael Akasius Toppo   | 2007 - atual     |                                     |
| 4º               | Robert Kerketta, S.D.B. | 1980 - 2007      |                                     |
| 4º               | Joseph Mittathany       | 1969 - 1980      | Nomeado bispo de Imphal             |
| 4º               | Oreste Marengo, S.D.B.  | 1964 - 1969      | Nomeado bispo de Arsacal na Argélia |